# Akademisches Sinfonieorchester München
Das Akademische Sinfonieorchester München (ASO München) ist ein Sinfonieorchester, das seinen Sitz in München hat.
Es setzt sich aus ca. 120 Musikern und Musikerinnen (Konzertbesetzung 70–90) zusammen. Das Repertoire umfasst die klassisch-romantische Literatur und ausgewählte Stücke der Moderne, ebenso wie die Aufführung von zeitgenössischen Werken. Als Probenort wird das Kulturhaus Milbertshofen genutzt. Konzerte finden regelmäßig im Herkulessaal der Münchner Residenz, in der Stadthalle Germering oder dem Veranstaltungsforum Fürstenfeld statt.

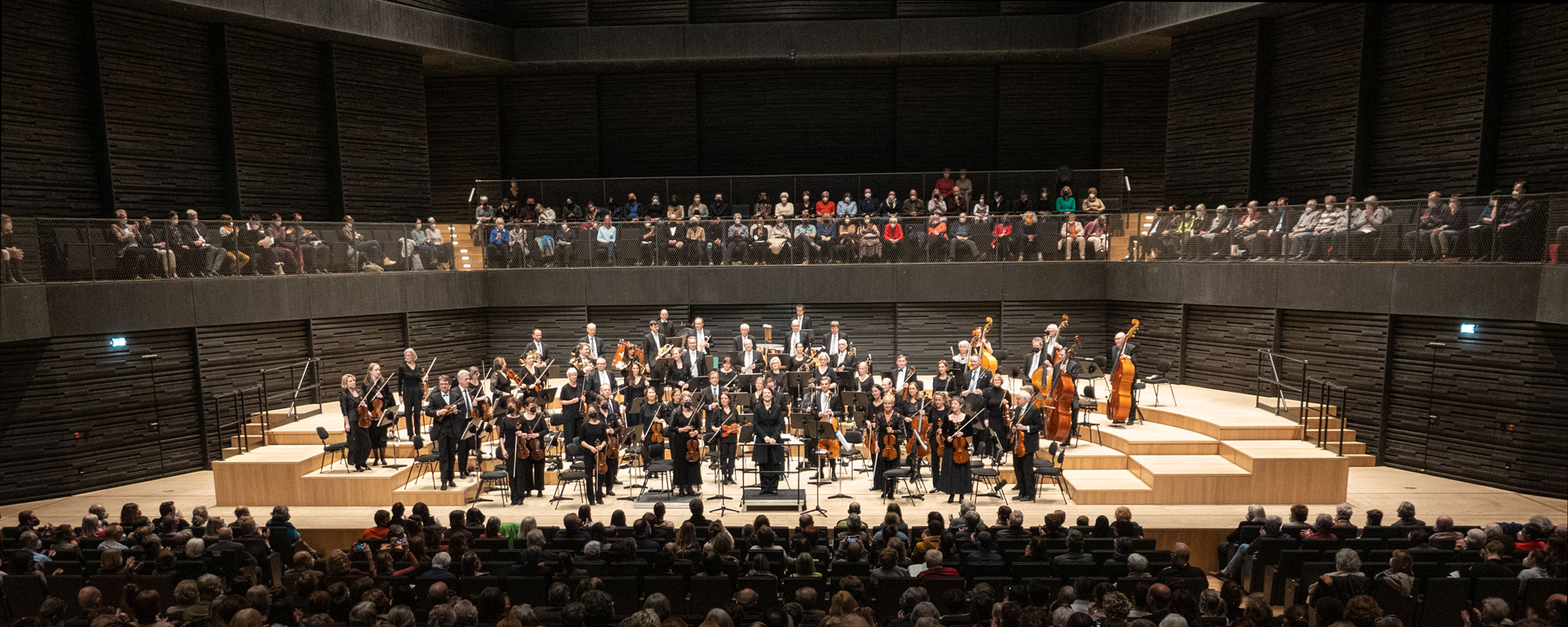
Foto des Akademischen Sinfonieorchester München in der Isarphilharmonie im Gasteig HP8 vom 20.3.22. Dirigentin Carolin Nordmeyer

## Geschichte
1968 als Kammerorchester gegründet, entwickelte sich das ASO München bald zu einem großen Sinfonieorchester, das seit über 40 Jahren einen festen Platz im Musikleben Münchens und Oberbayerns einnimmt. Schwerpunkt seiner musikalischen Arbeit ist das klassisch-romantische Repertoire; aber auch Werke der Moderne stehen regelmäßig auf dem Programm – von Mahler und Strauss bis Strawinsky, von Bartók bis Schostakowitsch.
Entscheidend geprägt wurde das ASO München durch die jahrzehntelange kontinuierliche Zusammenarbeit mit dem Gründungsdirigenten Heinz Große Boymann aus Eichenau, der seit 2008 Ehrendirigent des Orchesters ist. Nach einer zweijährigen Arbeitsphase mit dem jungen argentinischen Dirigenten Emiliano Greizerstein hat das Orchester im November 2010 Nazanin Aghakhani zur neuen Chefdirigentin gewählt. Sie setzte sich in ihrer Programmgestaltung insbesondere auch für die Aufführung zeitgenössischer Kompositionen ein.

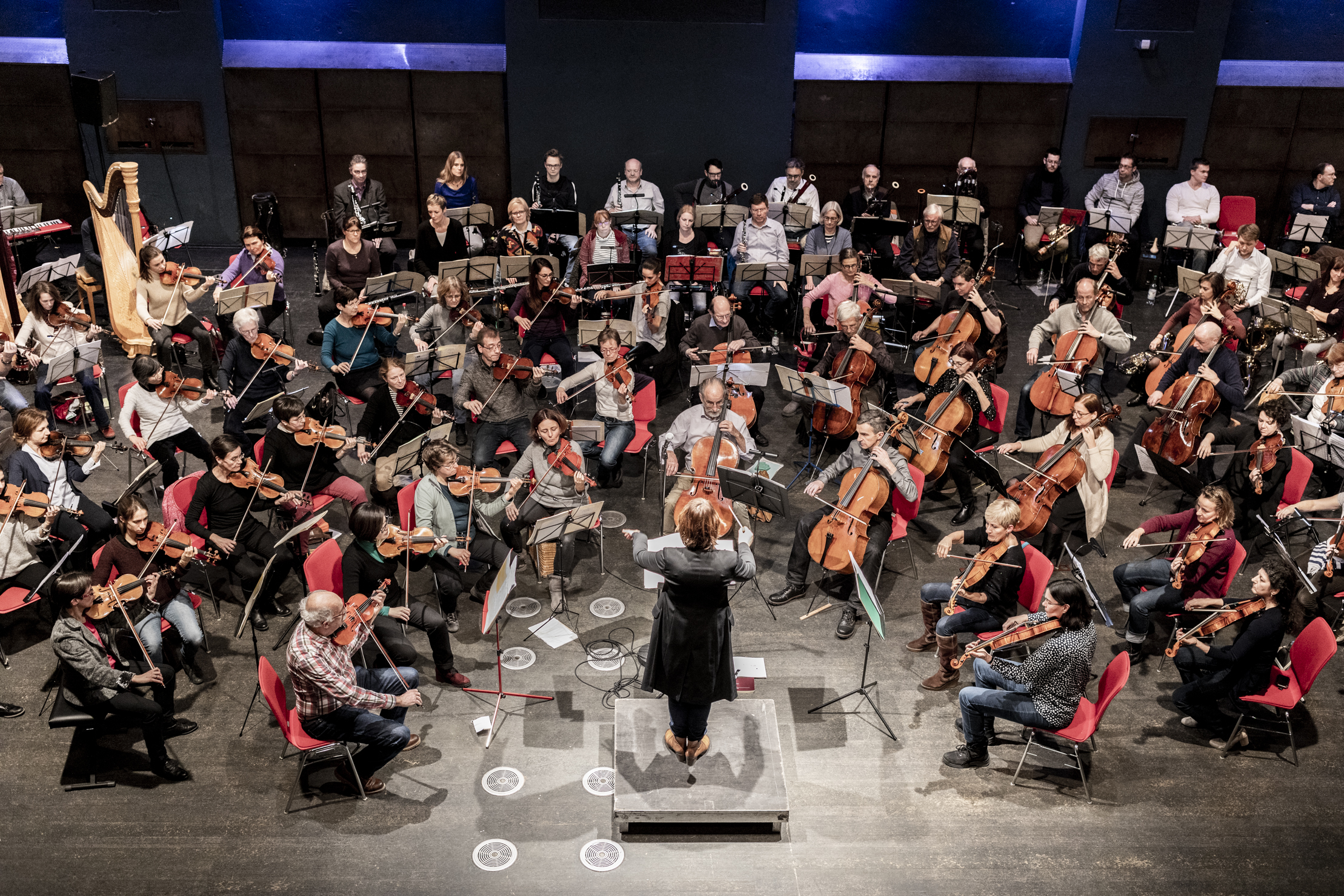
Konzert in der Muffathalle München

Seit 2012 leitet Carolin Nordmeyer das Orchester. Unter ihr wurde neben der sinfonischen Tätigkeit auch das Opernrepertoire weiterentwickelt. Zum 50-jährigen Orchesterbestehen 2018 wurde erstmals in der Orchestergeschichte Richard Strauss’ Alpensinfonie aufgeführt.
Seit 1978 arbeitet das ASO München eng mit dem Philharmonischen Chor Fürstenfeld zusammen und hat seitdem über seine regelmäßigen Auftritte im Herkulessaal der Münchner Residenz hinaus mit jährlichen Konzerten in den Klosterbasiliken von Fürstenfeldbruck und Benediktbeuern die großen Oratorien und Requien von Verdi, Brahms, Bach, Mendelssohn-Bartholdy, Mozart, Puccini, Fauré u. v. m. zur Aufführung gebracht. Höhepunkt der Zusammenarbeit waren die szenischen Opernprojekte. Mitte der 70er Jahre entstanden die ersten Inszenierungen von „Le nozze di Figaro“, „Die Zauberflöte“, „Don Pasquale“ und „Der Freischütz“, mit denen Orchester und Chor, damals noch mit Behelfskulissen, in verschiedenen Turn- und Mehrzweckhallen in der Umgebung Münchens gastierten. 1993 weihte das ASO mit einer opulent ausgestatteten Aufführung von Verdis „Aida“ die Stadthalle Germering ein und führte dort bis 2003 „Die Fledermaus“, „Carmen“, „Un ballo in maschera“, „Die verkaufte Braut“ sowie Hans Possegas „Der Brentan“ (Uraufführung) auf. 2006 folgte „Cavalleria rusticana/Bajazzo“ im neuerbauten Veranstaltungsforum von Fürstenfeldbruck. Dort fand 2012 auch „Zar und Zimmermann“ statt. In den Jahren 2015 und 2017 folgten die Opern „Die Perlenfischer“ und „Nabucco“.
Seit 2012 arbeitet das Orchester regelmäßig mit dem Münchner Verein KulturRaum zusammen, der es sozial schwachen Personen ermöglicht, Konzerte kostenlos zu besuchen.
Es bedeutete eine besondere Auszeichnung für das Orchester, dass es in den langen Jahren seiner Konzerttätigkeit immer wieder auch namhafte Solisten gewinnen konnte, darunter u. a. Hermann Prey, Israela Margalit, Nicolas Economou, Hans Sotin, Miriam Gauci, Angela-Maria Blasi, Jan-Hendrik Rootering, Georgina von Benza, Wolfgang Brendel, Fabio Armiliato, Judith Beckmann, Marilyn Schmiege, Florian Uhlig oder Benjamin Moser. Mehrere CD-Einspielungen dokumentieren das umfangreiche und vielseitige Repertoire des Orchesters. Die Konzertchronik aller vom Orchester aufgeführten Werke belegt, dass das ASO München nahezu die gesamte im heutigen Konzertbetrieb gängige Literatur gespielt hat.
Nach erfolgreicher Teilnahme am Bayerischen Orchesterwettbewerb im November 2019, war die Teilnahme am Deutschen Orchesterwettbewerb in Bonn geplant. Diese wurde wegen der Corona-Pandemie abgesagt. Nach einer zweieinhalbjährigen Pause wurde die Konzerttätigkeit im März 2022 in der Isarphilharmonie wieder aufgenommen.

## Auszeichnungen
- Dreimal hat das ASO den alle vier Jahre vom Deutschen Musikrat ausgerichteten Bundeswettbewerb für nichtprofessionelle Orchester bereits gewonnen und sich damit auch überregional einen Ruf als „bestes Laienorchester Deutschlands“ erworben.[7]
- 1997 erhielt das Orchester für seine Verdienste den Kulturpreis der Bayerischen Volksstiftung.
- 2018 wurde das Orchester für 50 Jahre „Pflege der Laienmusik“ in einem Festakt der Stadt München geehrt.